# Papyrus (tipografía)
Papyrus es una fuente tipográfica ampliamente disponible diseñada por Chris Costello, un diseñador gráfico, ilustrador y diseñador web

## Historia y descripción
La fuente fue creada en 1982 y lanzada el año siguiente junto con Letraset. Fue dibujada a mano durante seis meses utilizando pluma caligráfica y papel texturizado. Costello describió su resultado como una fuente que representaría cómo se hubieran visto textos en inglés escritos sobre papiro hace 2000 años. Papyrus tiene numerosas características distintivas, incluyendo bordes ásperos, curvas irregulares y grandes trazos horizontales en las mayúsculas. El ITC, el actual dueño de la fuente, la describe como una «inusual fuente romana, que, efectivamente une la elegancia del estilo tradicional de las tipografías romanas con la apariencia de la escritura caligráfica hábil».

## Variantes
Una fuente alternativa publicada por Elsner+Flake es Papyrus EF Alternatives —o Papyrus EF Regular—, que presenta una ligera variación con la fuente de Costello. Entre las diferencias hay una P mayúscula más pequeña y aguda, una E mayúscula con su barra horizontal superior aún más larga que la barra central, y una A con lados prolongados.

## Usos
Papyrus se usa comúnmente donde se desea dar una apariencia antigua, como en un café o los folletos de una iglesia.
Como en el caso del Comic Sans, Papyrus es frecuentemente criticado por diseñadores gráficos, incluyendo al mismísimo Chris Costello, por ser usado excesivamente.

### Ejemplos de uso
- El logotipo y los subtítulos de la película Avatar[5]
  - En el videojuego independiente Undertale existe un personaje llamado Papyrus (precisamente como dicha tipografía) cuyos fragmentos de diálogo aparecen escritos en la tipografía Papyrus La poca seriedad del personaje fue hecha adrede, debido al pobre diseño de la fuente, además de escribirse todo en mayúsculas en sus diálogos y su hermano Comic Sans.

## Disponibilidad
Papyrus fue incluida en varios programas de Microsoft para Windows. Mac OS X incluye a Papyrus en la instalación básica (desde la versión 10.3 Panther, lanzada en 2003).